# 黑叶锥
黑叶锥（学名：Castanopsis nigrescens）为壳斗科锥属下的一个种。

## 扩展阅读
- 維基物種上的相關：黑叶锥